# 石川永年
石川 永年（いしかわ の ながとし）は、奈良時代の貴族。名は長年とも記される。官位は従五位下・式部員外少輔。

## 経歴
天平宝字8年（764年）藤原仲麻呂の乱終結後に行われた叙位任官により、従五位下・式部少輔に任ぜられる。
翌天平神護元年（765年）8月に和気王の謀反が発生した際、それまで和気王の邸宅で飲食をともにするなど親しく交際していた参議・粟田道麻呂、兵部大輔・大津大浦らと共に連座してしまう。永年は式部員外少輔を解任され、隠岐員外介に左遷される。隠岐国へ着任後数年を経て、首をくくって自殺した。

## 官歴
『続日本紀』による。
- 時期不詳：正六位上
- 天平宝字8年（764年） 10月7日：従五位下。10月29日：式部少輔
- 時期不詳：式部員外少輔
- 天平神護元年（765年） 8月1日：隠岐員外介